# Nők a pult mögött
A Nők a pult mögött (Žena za pultem) egy 1977-ben készült csehszlovák filmsorozat. A filmsorozat 12 részből áll. A film DVD formátumban is megjelent.

## A film története
A film története egy élelmiszerbolt mindennapjait mutatja be a 70-es évek Csehszlovákiájában, ahol fontos a barátság, az emberség és az emberek közötti kapcsolat. A film főszereplője Anna Holubová (Jiřina Švorcová). A frissen elvált Anna egy nagy áruházban kezd el dolgozni, ahol hamar megismerkedik a kollégákkal és elnyeri a dolgozók szimpátiáját is.
2014. január 6-tól az M3 televízióadó újra műsorra tűzte.

## Epizódok
1. Január – Anna belép (Anna nastupuje)
2. Február – Jiřina, a zöldségeslány (Příběh zeleninové Jiřinky)
3. Március – A vezetőhelyettes udvarol (Příběh šéfova zástupce)
4. Április – A raktáros szerelme (Příběh řeznice Lady a skladníka Oskara)
5. Május – Az öreg Dominik (Příběh starého Dominika)
6. Június – Az eladónő győzelme (Vítězství prodavačky Kaláškové)
7. Július – A tanulólányt nevelik (Příběh učednice Zuzany)
8. Augusztus – A pénztárosnők hajba kapnak (Příběh dvou pokladních)
9. Szeptember – Az üvegesnéni kalandja (Příběh důchodkyně Kubánkové)
10. Október – Karas fia (Příběh šéfova syna)
11. November – Olinka esküvője (Svatba lahůdkové Olinky)
12. December – Anna karácsonya (Vánoce Anny Holubové)

## Főszereplők
| Szereplő neve                        | Szereplő leírása                                                           | Színész             | Magyar hangja               |
| ------------------------------------ | -------------------------------------------------------------------------- | ------------------- | --------------------------- |
| Anna Holubová                        | Bolti eladó, kétgyermekes elvált családanya, a történet főszereplője       | Jiřina Švorcová     | Földessy Margit             |
| Karel Brož                           | Statikus, az üzlet rendszeres vásárlója, Anna későbbi barátja              | Petr Haničinec      | Fülöp Zsigmond              |
| Jiří Holub                           | Anna volt férje, gyermekei apja                                            | Josef Langmiler     | Láng József                 |
| Papeřová                             | Anna édesanyja, klinikai főnővér                                           | Dana Medřická       | Pápai Erzsi                 |
| Michala Holubová                     | Anna kamaszkorú lánya                                                      | Jana Boušková       | Götz Anna                   |
| Petr "Pet'a" Holub                   | Anna általános iskolás fia                                                 | Jan Potměšil        | Szendrey Feri               |
| Václav Karas                         | Az üzlet régi kereskedőcsaládból származó vezetője                         | Vladimír Menšík     | Makay Sándor                |
| Olina Škarapesová (később Radencová) | A csemegosztály másik eladója Anna mellett                                 | Hana Maciuchová     | Magda Gabi                  |
| Jiřinka Romanová                     | A zöldségosztály dolgozója, később vezetője                                | Lenka Termerová     | Simon Mari                  |
| Lada Cyrilková                       | A hentespult eladónője, Oskar barátnője, később felesége és gyermeke anyja | Kateřina Burianová  | Farkas Zsuzsa               |
| Oskar Hemerlík                       | Raktáros, Lada barátja, később férje                                       | Jaromír Hanzlík     | Varga T. József             |
| Frantíšek Dominik                    | Nyugdíjasként dolgozó raktáros                                             | Vladimír Hlavatý    | Tarsoly Elemér              |
| Vilímek                              | Az üzlet helyettes vezetője                                                | Zdeněk Řehoř        | Kaló Flórián                |
| Kubánková néni                       | Az üvegvisszaváltó nyugdíjas dolgozója                                     | Marie Motlová       | Győri Ilona                 |
| Zdena Kalášková                      | Eladó                                                                      | Karolina Slunéčková | Erdélyi Mari, Czigány Judit |
| Soňa                                 | Pénztáros                                                                  | Daniela Kolářová    | Borbás Gabi                 |
| Mlynářová                            | Pénztáros                                                                  | Božena Böhmová      | Martin Márta                |
| Zuzana                               | Eladó-tanuló                                                               | Simona Stašová      | Palásthy Bea                |

## Mellékszereplők
| Szereplő neve  | Szereplő leírása                                       | Színész             | Magyar hangja      |
| -------------- | ------------------------------------------------------ | ------------------- | ------------------ |
| Alena          | Anna sógornője                                         | Jiřína Petrovická   | Kassai Ilona       |
| Vavřínec       | Anna szomszédja, hálókocsikalauz                       | Josef Bláha         | Gruber Hugó        |
| Vavřincová     | Anna szomszédja, Vavřínec felesége                     | Růžena Merunková    | Ferenczi Krisztina |
| Vilímková      | Vilímek nyugdíjas felesége, az üzlet korábbi dolgozója | Slávka Budínová     | Dallos Szilvia     |
|                | A zöldségosztály első vezetője                         | Blažena Holišová    |                    |
| Brož           | Karel apja                                             | Bedřich Prokoš      | Képessy József     |
| Cyrilková      | Lada anyja                                             | Stella Zázvorková   | Pásztor Erzsi      |
| Jeník Kalašek  | Kalášková férje, gyárigazgató                          | Josef Somr          | Rajhona Ádám       |
| Zina           | Dominik bácsi veje, mérnök                             | Josef Vinklář       | Dörner György      |
| Zinová         | Dominik bácsi lánya                                    | Alena Vránová       |                    |
| Barbora        | Kalášek szeretője, textilbolti eladó                   | Jana Břežková       | Pápai Erika        |
| David          | Taxisofőr, Soňa későbbi vőlegénye                      | Alois Švehlík       | Dörner György      |
| Matějiček      | Burkoló kisiparos, Kubánková későbbi férje             | Bohuš Záhorský      | Csákányi László    |
| Vašek Karas    | Karas fia, orvostanhallgató                            | Petr Svojtka        | Rátóti Zoltán      |
| Petra          | Vašek barátnője és évfolyamtársa                       | Jaroslava Brousková |                    |
| Julie Karasová | Karas felesége                                         | Věra Kubánková      | Olsavszky Éva      |
| Jaromir Radenc | Olina férje                                            | Eduard Cupák        | Dobránszky Zoltán  |
| Frany Král     | Olina barátja                                          | Jiří Hrzán          | Felföldi László    |
| Radek          | Az üzlet egyik beszállító sofőrje                      | Ladislav Frej       | Koroknay Géza      |
| Josef          | Karas régi barátja és kollégája                        | Soběslav Sejk       | Buss Gyula         |
| Mirek          | Eladó-tanuló                                           | Otakar Brousek      |                    |
|                | Vevő az üzletben, üvegcsiszoló, Jiřinka udvarlója      | Jiří Lábus          | Csere László       |
|                | Vevő az üzletben                                       | Ema Skálová         | Szende Bessy       |

## További szereplők
- Blažena Holišová
- Petr Svojtka
- Jiří Mikota
- Ludmila Roubíková
- Darja Hajská
- Eva Klepáčová
- Vladimír Dvořák
- Věra Budilová
- Jindřich Hinke
- Marta Kučírková
- Růžena Lysenková
- Jiřina Krejčíková
- Eva Svobodová
- František Hanus
- Oldřich Vlach
- Dana Syslová
- Ladislav Křiváček
- Jiří Bruder
- Miroslav Homola
- Zdeněk Ornest
- Věra Tichánková
- Pavla Maršálková
- Mirko Musil
- Martin Štěpánek
- Vítězslav Černý
- Ivo Niederle
- Jaroslav Cmíral
- Jan Cmíral
- Daniela Kolářová

## Érdekességek
A sorozatban lévő töméntelen mennyiségű déligyümölcs látványa nem teljesen felel meg a valóságnak, hiszen a 70-es, 80-as években a szocializmusban nem lehetett könnyen hozzájutni ezekhez a gyümölcsökhöz.